# انور جوکای
انور جوکای (انگلیسی: Enver Gjokaj؛ زادهٔ ۱۲ فوریهٔ ۱۹۸۰) یک هنرپیشه اهل ایالات متحده آمریکا است. وی از سال ۲۰۰۶ میلادی تاکنون مشغول فعالیت بوده‌است.
از فیلم‌ها یا برنامه‌های تلویزیونی که وی در آن نقش داشته‌است می‌توان به استون و مأمور کارتر و ماموران شیلد اشاره کرد.